# Ammophila dolichodera
Ammophila dolichodera är en biart som beskrevs av Kohl 1884. Ammophila dolichodera ingår i släktet Ammophila och familjen grävsteklar. Inga underarter finns listade i Catalogue of Life.